# Inglourious Empire
Inglorious Empire: What the British Did to India, publicado por primera vez en la India con el título An Era of Darkness: The British Empire in India, es una obra de no ficción de Shashi Tharoor, político y diplomático indio, sobre los efectos del Dominio colonial británico en la India. El libro ha recibido críticas dispares. En 2017, Tharoor ganó el Premio Ramnath Goenka a la Excelencia Periodística y el Premio Sahitya Akademi2019 por este trabajo.

## Antecedentes
Tharoor pronunció un discurso en un debate de la Oxford Union de 2015 sobre el tema "¿Debe Gran Bretaña reparaciones a sus antiguas colonias?", que se hizo viral en la red. Posteriormente, su editor le propuso transformar el discurso en un libro; a pesar de su escepticismo inicial, escribió un libro de 330 páginas.

## Contenido del libro
La siguiente cita resume el tema central del libro:

"El oficial de la Compañía John Sullivan observó en la década de 1840: 'La pequeña corte desaparece - la capital decae - el comercio languidece - la capital decae - el pueblo se empobrece - el inglés florece, y actúa como una esponja, extrayendo riquezas de las orillas del Ganges, y exprimiéndolas sobre las orillas del Támesis'. La India que conquistó la Compañía Británica de las Indias Orientales no era una tierra primitiva o estéril, sino la reluciente joya del mundo medieval. Sus logros y prosperidad - 'la riqueza creada por vastas y variadas industrias' - fueron descritos sucintamente por un ministro Unitario estadounidense nacido en Yorkshire, J. T. Sunderland. A principios del siglo XVIII, como ha demostrado el historiador económico británico Angus Maddison, La participación de la India en la economía mundial era del 23%, tan grande como la de toda Europa junta. Cuando los británicos abandonaron la India, había descendido a poco más del 3%. La razón era sencilla: India fue gobernada en beneficio de Gran Bretaña. El ascenso de Gran Bretaña durante 200 años fue financiado por su depredación en la India".
Shashi Tharoor, Inglorious Empire: What the British Did to India

## Acogida del libro
The Hindu Business Line llamó al libro "una lectura sin aliento". The Guardian lo llamó un "libro apasionadamente argumentado [que] proporciona una refutación aplastante de tales ideas con respecto a la India".
Tabish Khair elogió el libro por presentar una "intrincada mezcla de hechos y anécdotas" que sirvió como un efectivo contrapeso a la opinión de los "apologistas coloniales", pero al mismo tiempo, elogió a los británicos, cuando merecía.
Eminente historiador escocés  William Dalrymple criticó el libro, diciendo que "fue escrito en 12 días, no involucró ninguna investigación de archivo personal y contiene algunos errores de hecho graves", sin embargo, sostuvo que el libro era, sin embargo, "persuasivo".
En una reseña publicada en la Cambridge Review of International Affairs, el historiador económico Tirthankar Roy, profesor de la London School of Economics, criticó el libro. Señaló que "Tharoor presenta su caso con pasión y buena escritura. La historia pretende ser un "lenguaje espeluznante y colorido", incluido el uso liberal de "depredación", "botín", "rapacidad", "vicioso", "brutalidad", "saqueo" y "extracción", produce ese efecto. Como un texto religioso, cuenta una historia recta y estrecha con el celo de un guerrero santo. Sin embargo, "ninguna de estas cualidades hace que la interpretación sea correcta".
Otra reseña de "Inglorious Empire", publicada en la "Literary Review", por el historiador John Keay, cuyos muchos escritos sobre la India incluyen "India: A History", aplaude a Tharoor por "abordar un tema increíblemente polémico". Sin embargo, deplora el hecho de que "su veneno moral a veces nubla su propio juicio" y señala que muchas de las estadísticas de Tharoor están muy desactualizadas, muchas de las cuales provienen de las polémicas contenidas en el libro de Will Durant  Historia de la civilización escrita en la década de 1930, que a su vez se basó en el trabajo aún anterior del misionero estadounidense cruzado Jabej T. Sutherland, autor de India in Bondage.
Una crítica más detallada del libro de Tharoor y su uso de las estadísticas fue expuesta por el escritor de historia del sur de Asia  Charles Allen en una conferencia titulada "Quis custodiet ipsos custodes: ¿quién posee la historia india?" pronunciada ante la Royal Society for Asian Affairs en Londres el 25 de abril de 2018. Una versión revisada fue publicada en "Asian Affairs" bajo el título revisado "¿Quién es dueño de la historia de la India? Una crítica del imperio sin gloria de Shashi Tharoor.